# Matawai Atu
Matawai Atu is een bestuurslaag in het regentschap Oost-Soemba van de provincie Oost-Nusa Tenggara, Indonesië. Matawai Atu telt 1417 inwoners (volkstelling 2010).